# Aeroporto di Bahar Dar
L'Aeroporto di Bahar Dar (IATA: BJR, ICAO: HABD), noto anche come Aeroporto di Ginbot Haya, è un aeroporto che serve Bahar Dar, la Capitale (città) della Regione degli Amara in Etiopia. Il nome della città e dell'aeroporto può anche essere traslitterato come Bahir Dar. L'aeroporto di Bahar Dar si trova a 8 km ad ovest di Bahar Dar, vicino al Lago Tana. L'aeroporto serve anche l'Aeronautica militare etiope.

## Storia
Dall'aprile 1938 era una Base Aerea della Regia Aeronautica nell'Africa Orientale Italiana.
Al 10 giugno 1940 ospitava la 13ª Squadriglia sui Caproni Ca.133.

## Strutture
L'aeroporto Bahir Dar si trova ad un'altitudine di 1821 m sopra il Livello del mare. Ha una Pista (aviazione) orientata 04/22, con una superficie di Calcestruzzo asfaltata di 3.000 metri per 61 metri.

## Linee aeree e destinazioni
La compagnia aerea Ethiopian Airlines offre un servizio passeggeri programmato per l'Aeroporto di Addis Abeba-Bole e l'Aeroporto di Lalibela.

## Incidenti
L'11 gennaio 1981, il Douglas C-47 Dakota/Skytrain ET-AGW dell'Ethiopian Airlines fu danneggiato irreparabilmente quando il carrello si ruppe al momento dell'atterraggio.
Il 15 settembre 1988, il Volo Ethiopian Airlines 604 operato dal Boeing 737-200 ET-AJA ingerì i piccioni in entrambi i motori poco dopo il decollo. Un motore ha perso la spinta quasi immediatamente ed il secondo ha perso la spinta durante il ritorno di emergenza all'aeroporto. Durante l'atterraggio 31 dei 105 passeggeri morirono.